# Winnie Harlow
Winnie Harlow, de son vrai nom Chantelle Brown Young, née le 27 juillet 1994 à Toronto, est un mannequin canadien.
Elle est atteinte de vitiligo, une dépigmentation de la peau,. Elle vit au Canada et s’est fait connaître en participant à l’émission America’s Next Top Model USA à l'âge de 19 ans. Elle a joué aussi dans le vidéoclip Guts Over Fear de Eminem, une chanson qu'il chante en duo avec la chanteuse Sia, où Harlow interprète à l'écran la célèbre chanteuse blonde. Elle est modèle pour Desigual, pour Diesel et plus récemment pour Volkswagen.

## Biographie
Chantelle Brown Young est née à Toronto. Ses parents sont d’origine jamaïcaine, son père possède une maison à Atlanta aux États-Unis, et sa mère est coiffeuse. Elle est atteinte depuis l’âge de 4 ans de vitiligo, une dépigmentation de la peau. Lorsqu’elle était à l’école, les autres enfants pensaient que sa maladie était contagieuse. Elle vivait chez sa mère célibataire et prenait l'avion pour voir son père.
Dans le milieu du mannequinat elle est notamment le visage de Desigual. Elle fut l'une des mannequins du Victoria's Secret Fashion Show 2018.

### Grand Prix du Canada 2018
Lors du Grand Prix du Canada 2018 de Formule 1, Harlow est invitée à agiter le drapeau à damier à la fin de la course. Or, on lui indique de l'agiter alors qu'il reste encore un tour à courir. L'incident conduira les commissaires de course à annuler les deux dernières boucles et à établir le classement définitif au soixante-huitième des soixante-dix tours de course.

### Vie privée
En octobre 2018, elle a été en couple avec le rappeur Wiz Khalifa.
Depuis le début de l'année 2020, elle se montre en compagnie du basketteur américain Kyle Kuzma.

## Photographies
- Desigual
- Diesel
- Volkswagen

## Filmographie

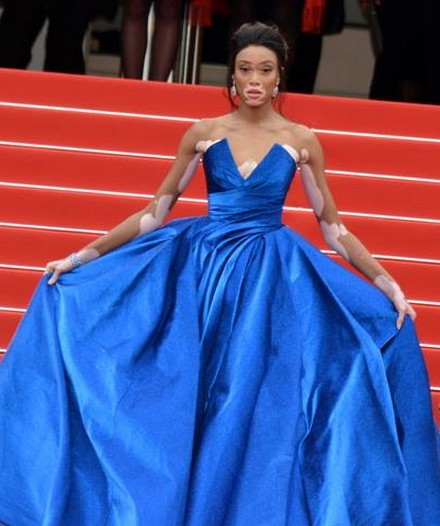
Winnie Harlow au festival de Cannes 2017.

### Télévision
| Année | Titre                    | Notes                                  |
| ----- | ------------------------ | -------------------------------------- |
| 2014  | Access Hollywood (en)    | Épisode du 26 juin 2014                |
| 2014  | America’s Next Top Model | Cycle 21 6e sur 14e (initialement 13e) |
| 2015  | Prominent!               | Épisode du 13 février 2015             |
| 2020  | Legendary                | Épisode du 2 juillet 2020              |

### Vidéo clips
| Chanson                  | Année | Artiste                          | Réalisateur | Référence(s) |
| ------------------------ | ----- | -------------------------------- | ----------- | ------------ |
| The One                  | 2014  | JMSN (en)                        | JMSN        | [ 12 ]       |
| Guts Over Fear           | 2014  | Eminem ft. Sia                   | Syndrome    | [ 13 ]       |
| promises                 | 2018  | Calvin Harris ft Sam Smith       |             |              |
| We Still Don't Trust You | 2024  | Future, Metro Boomin, The Weeknd |             |              |